# Mirabelle aus Nancy
Mirabelle aus Nancy sinónimo: Mirabelle de Nancy es el nombre de una variedad cultivar de ciruela (Prunus syriaca). 
Una variedad de Mirabelle cultivada, que fructifica regularmente y es muy productiva. Lleva el nombre de la ciudad de Nancy en Lorena, que es una de sus principales áreas históricas de cultivo. 
Pertenece al grupo de ciruelas alemanas antiguas de la herencia. Esta variedad fue la elegida por la asociación de pomólogos como la variedad de fruta de huerto del año 2018, en los estados federados de Sarre / Renania-Palatinado. Tolera la zona de rusticidad delimitada por el departamento USDA, de nivel 5.

## Sinonimia
- "Mirabelle de Nancy",
- "Mirabelle von Nancy",
- "Nancy Mirabelle",
- "Glänzende gelbe Mirabelle",
- "Goldfarbige Pflaume",
- "Große Mirabelle",
- "Drap d'Or",
- "Mirabelka nancyská".

## Historia
'Mirabelle aus Nancy', se dice que la variedad se introdujo en Francia en el siglo  XV desde Asia por el rey René de Anjou. Se ha documentado un cultivo en Francia desde 1490. En Alemania, la ciruela 'Mirabelle de Nancy' se cultiva desde el siglo  XVIII. Desde alrededor de 1900, Mirabelle de Nancy ha sido la variedad cultivada más importante en Alemania, Suiza, Austria, y Francia y ahora es la variedad Mirabelle más conocida y extendida en Europa Occidental.

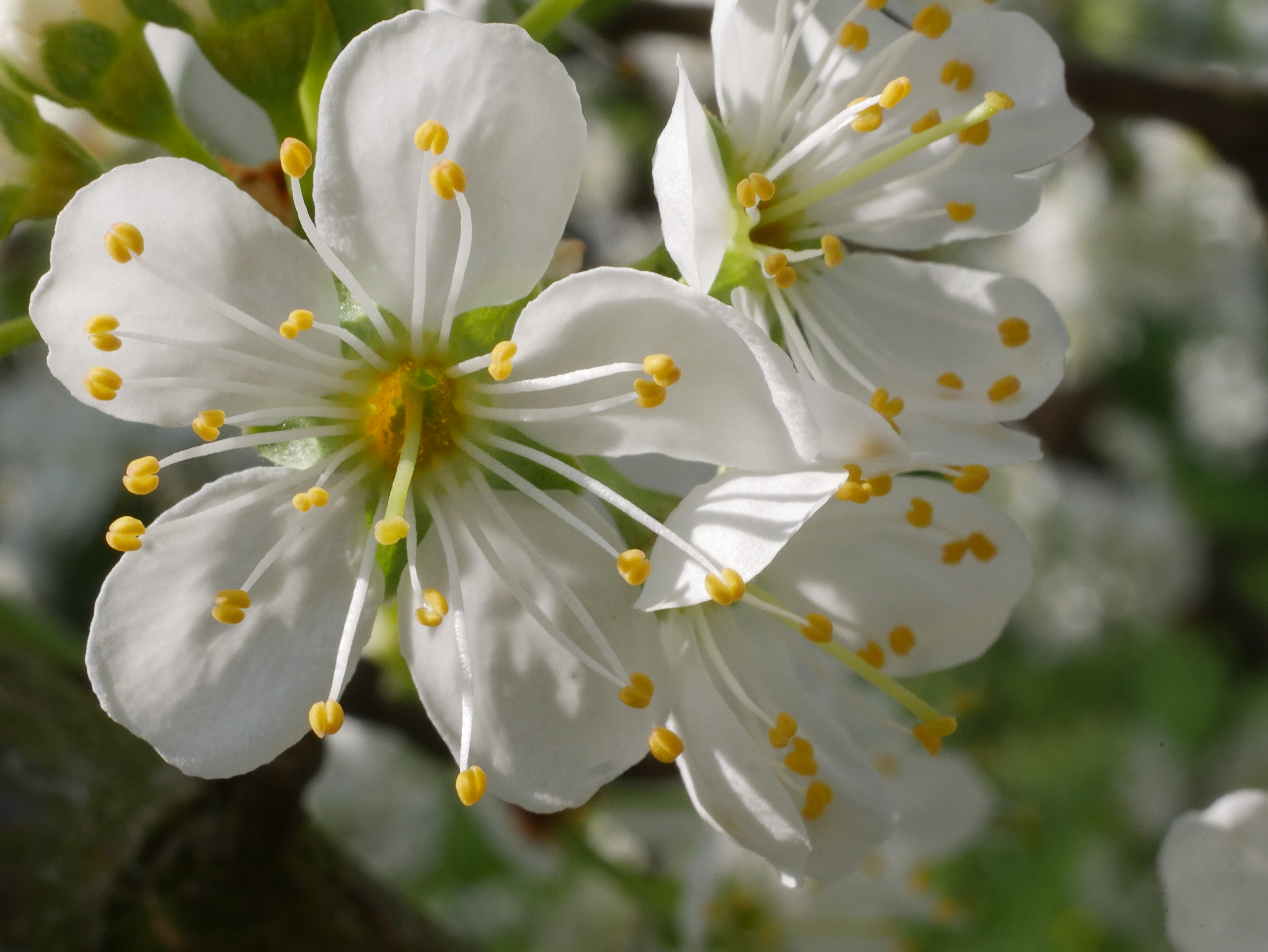
Las flores de 'Mirabelle de Nancy'.

En Renania-Palatinado es una de las variedades de ciruelas tradicionales más comunes en la actualidad.
Esta variedad frutal fue la elegida por la asociación de pomólogos de Alemania como la «"Obstsorte des Jahres 2018, 
Saarland / Rheinland-Pfalz"» (variedad de huerto del año 2018) en los estados federados de Sarre / Renania-Palatinado, para en vista de sus propiedades favorables, utilizarla ampliamente para fomentar su cultivo.
'Mirabelle de Nancy' está cultivada en diversos bancos de germoplasma de cultivos vivos tales como en National Fruit Collection (Colección Nacional de Fruta) de Reino Unido con el número de accesión: 1954 - 095 y nombre de accesión: Mirabelle de Nancy.

## Características
'Mirabelle aus Nancy' árbol de crecimiento medio crecimiento esparcido. Los árboles son bastante robustos y medianamente resistentes a las heladas. Tiene un tiempo de floración que comienza a partir del 20 de abril con el 10% de floración, para el 25 de abril tiene una floración completa (80%), y para el 6 de mayo tiene un 90% caída de pétalos.
'Mirabelle aus Nancy' tiene una talla de fruto pequeño con peso promedio de 8.30gr, y longitud de tallo promedio de 10.14mm; forma del fruto  elíptico redondeado, algo aplastado en ambos polos, ligeramente asimétrico, con la sutura poco visible, con línea de color indefinido, grisáceo o verdoso, transparente, situada en una depresión muy suave, más acentuada en el polo pistilar; epidermis cuya piel es lisa, brillante, poco pruinosa, con la pruina blanquecina muy fina, no se aprecia pubescencia, color amarillo dorado con manchas o estrías longitudinales de color verde, chapa variable rosa ciclamen con manchitas rojo carmín vivo, a veces solo estas manchas o totalmente sin chapa, punteado abundante, menudo, blanquecino, prácticamente sin aureola.
Carne de color amarillo calabaza, firme, crujiente, medianamente jugosa, con sabor poco azucarado, muy refrescante y agradable. .